# Аксёново (Гусь-Хрустальный район)
Аксёново — деревня в Гусь-Хрустальном районе Владимирской области России, входит в состав Краснооктябрьского сельского поселения.

## География
Деревня расположена в 36 км на юг от Гусь-Хрустального, в 20 км на юг от ж/д станция Заколпье на линии Москва—Муром.

## История
В конце XIX — начале XX века деревня являлась одним из крупнейших населённых пунктов Цикульской волости Меленковского уезда, с 1926 года — в составе Черсевской волости Гусевского уезда. В 1926 году в деревне было 224 двора.
С 1929 года деревня являлась центром Аксеновского сельсовета Гусь-Хрустального района Владимирского округа Ивановской Промышленной области, с 1935 года — в составе Курловского района Ивановской области, с 1944 года — в составе Владимирской области, с 1963 года — в составе Гусь-Хрустального района, с 2005 года — в составе Краснооктябрьского сельского поселения.
В годы Советской власти в деревне располагалась центральная усадьба колхоза «Вперед».

## Население
| 1859 | 1897 | 1905  | 1926  | 2002 | 2010 | 2021 |
| ---- | ---- | ----- | ----- | ---- | ---- | ---- |
| 594  | ↗943 | ↗1080 | ↗1145 | ↘453 | ↘443 | ↘401 |

## Инфраструктура
В деревне находятся СПК «Русь», средняя общеобразовательная школа (закрыта в 2019 году), фельдшерско-акушерский пункт, отделение почтовой связи.